# Championnat de France de football (FCAF)
Pour les articles homonymes, voir Championnat de France de football (homonymie).
Le Championnat de France de football FCAF est une compétition française de football qui est disputée chaque année entre 1905 et 1914.
La compétition est organisée par la Fédération cycliste et athlétique de France (FCAF) et regroupe les clubs affiliés à cette fédération.

## Palmarès
| Édition   | Vainqueur      |
| --------- | -------------- |
| 1905-1906 | SM Puteaux     |
| 1906-1907 | SM Puteaux (2) |
| 1907-1908 | SM Puteaux (3) |
| 1908-1909 | SC Caudry      |
| 1909-1910 | CA Vitry       |
| 1910-1911 | CA Vitry (2)   |
| 1911-1912 | VGA Médoc      |
| 1912-1913 | VGA Médoc (2)  |
| 1913-1914 | VGA Médoc (3)  |

### Saison 1909-1910
Le CA Vitry remporte le championnat parisien le 1er mai 1910.
L'Iris Club croisien remporte le championnat du Nord.
La 8 mai 1910, en demi-finale du championnat national, le CA Vitry bat la Vie au Grand Air du Médoc par 5-1 tandis que le RC Saint-Quentin, champion de l'Aisne, bat par forfait l'Iris Club croisien, champion du Nord.
Le 22 mai, en finale, le CA Vitry l'emporte par 4-2.